# MediaShop
Die MediaShop Gruppe ist eine internationale Unternehmensgruppe mit Sitz in Lindau (Bodensee), Deutschland. Das Unternehmen entwickelt, importiert und vertreibt Konsumgüter unter verschiedenen Marken. Vertrieben werden die Produkte hauptsächlich an Endkunden (D2C), aber auch im B2B an Versand-, Lebensmittel- und Einzelhändler in ganz Europa.

## Geschichte
Die MediaShop AG wurde 1999 in Ruggell, Liechtenstein, die Telemarketing International kft 2003 in Györ, Ungarn, gegründet. Die beiden Unternehmen wurden 2006 von Katharina und Dieter Schneider sowie dem Private-Equity-Investor Invest AG mehrheitlich erworben. In einem Management-Buy-Out im Jahr 2014 beteiligte sich das Management am Unternehmen. Seit 2017 ist auch der Private-Equity-Investor Hannover Finanz mit an Bord.
Seit 2018 ist Katharina Schneider auch als Investorin bei „2 Minuten 2 Millionen“ tätig, einer Startup-Show des österreichischen TV-Senders Puls 4.
Heute ist die MediaShop Gruppe einer der führenden DRTV-Anbieter Europas und Marktführer im deutschsprachigen Raum. Heute macht das Unternehmen ihren Umsatz mehrheitlich im eCommerce.

## Produkte und Sendekonzept
Das Sendekonzept von MediaShop besteht darin, Produkte in Form von kurzen Werbespots zu präsentieren, die die Funktionen und Vorteile des jeweiligen Artikels hervorheben. Die Zuschauer haben die Möglichkeit, die Produkte während der Sendung telefonisch oder online zu bestellen.
Die MediaShop Gruppe vertreibt ihre Produkte unter verschiedenen Marken, sowohl Eigen- als auch Lizenzmarken. Nach eigenen Angaben verfügt das Unternehmen über ca. 355 eingetragene Marken und andere Schutzrechte.
Dazu zählen unter anderem:
- Mediashop
- TelSell
- Livington
- Hammersmith
- PowerXL (Lizenzmarke)

Das Produktsortiment von MediaShop umfasst mehrere 1000 Artikel, insbesondere aus den Kategorien Küche, Haushalt, Fitness, Freizeit, Beauty, DIY und Well-Being.
Zu den Top-Sellern zählten 2023
- Tupperware BreadSmart
- Hurricane Floating Mop
- PowerXL Duo Nutrisealer
- Livington MultiScrubber
- Livington TurboCut
- Kendox RowShaper

## Unternehmensstruktur
Die MediaShop Gruppe umfasst 17 Gesellschaften. Sitz der Gruppe ist in Lindau (Bodensee), weitere wesentliche Standorte sind in Neunkirchen, Österreich sowie in Györ, Ungarn. An sieben Standorten beschäftigt die Gruppe rund 520 Mitarbeiter, vertreibt ihre Produkte weltweit in über 40 Ländern und ist operativ in zehn Ländern tätig – Deutschland, Österreich, Schweiz, Liechtenstein, Niederlande, Ungarn, Rumänien, Tschechien, Slowakei.
Die Ursprünge von MediaShop liegen im Vertrieb mittels Teleshoppings. In den letzten Jahren wurde das Unternehmen zu einem Omni-Channel-Händler auf 8 Verkaufssäulen erweitert: DRTV, E-Commerce, Social Media, Großhandel, eigene Shops, Direct Marketing, Print und internationaler Großhandel. In den Kernmärkten ist MediaShop über ihre Marken MediaShop, TelSell, WS Teleshop auf 141 TV-Sendern sowie auf 3 eigenen Kanälen (Meine Einkaufswelt, Immer etwas Neues, Neuheiten), präsent.

## Fernsehsendungen und Moderatoren
MediaShop produziert eine Vielzahl von Fernsehsendungen, in denen die Produkte vorgestellt und präsentiert werden. Diese Sendungen bieten den Zuschauern eine interaktive Möglichkeit, die Produkte kennenzulernen und Fragen zu stellen.
Bekannte Moderatoren und Moderatorinnen haben im Laufe der Jahre für MediaShop gearbeitet und die Produkte vorgestellt. Sie sind oft Persönlichkeiten aus dem Bereich des Teleshoppings und des Unterhaltungsfernsehens.

## Kritik und Kontroversen
Das Unternehmen steht in der Kritik, seine Produkte übertrieben zu bewerben und die tatsächliche Qualität unrealistisch darzustellen. MediaShop betont hingegen, seinen Kunden hochwertige Produkte anzubieten und transparent über die Eigenschaften und Funktionen der Artikel zu informieren.